# ジファミラスト
ジファミラスト（Difamilast）は、ホスホジエステラーゼ-4阻害薬（PDE-4阻害薬）に属する薬剤である。日本では2021年9月にアトピー性皮膚炎の治療薬として承認されている。軟膏として皮膚に塗布される。

## 効能・効果
アトピー性皮膚炎

## 副作用
重大な副作用は、設定されていない。
0.5%以上に見られた副作用は、色素沈着障害（1.1%）、毛包炎、瘙痒症であった。

## 作用機序
ホスホジエステラーゼは、細胞内でcAMP等の二次伝達物質を加水分解する酵素である。ジファミラストは、ホスホジエステラーゼ-4を阻害し、アトピー性皮膚炎の症状の原因となる炎症性のメッセンジャー物質やサイトカインの生成を抑制する。

## 臨床試験
小児患者を対象とした無作為化二重盲検第3相試験が行われた。包括的重症度評価（Investigator Global Assessment；IGA）スコアが2（軽度の症状）または3（中等度の症状）の2-14歳の患者に、ジファミラスト0.3%軟膏（n＝83）、1%軟膏（n=85）、軟膏基剤（プラセボ）のみ（n=83）が1日2回、4週間投与された。主要評価項目は、4週目にIGAスコアが2段階以上改善し0（見た目の悪い肌）または1（軽度の症状）となった患者の割合とされた。4週目のIGAスコアの達成率は、投与群でそれぞれ44.6、47.1%であったのに対しプラセボ群では18.1%で、投与群は有意に高かった。副次評価項目では、ベースラインと比較し4週目に湿疹面積・重症度指数（Eczema Area and Severity Index；EASI）スコアが50%、75%、90%以上改善した率（EASI 50、75、90）が評価された。投与群のEASIスコアは、1週目にプラセボ群と比較して有意に改善し、4週目まで維持された。殆どの治療関連有害事象は軽度または中等度であった。
成人を対象とした同様の試験も行われた。IGAスコアが2/3の15-70歳の患者に、1%軟膏（n=182）または軟膏基剤のみ（n=182）が1日2回、4週間投与された。主要評価項目である4週目のIGAスコアの達成率（2段階以上改善しスコア0/1となった患者の割合）は、投与群がプラセボ群に対して有意に高かった（38.46対12.64%、p<0.0001）。4週目のEASI 50、75、90の割合も同じ傾向で、投与群は第1週から第4週までの期間、プラセボ群と比較しベースラインから有意に改善した。殆どの治療関連有害事象は軽度または中等度であった。

## 参考資料
1. ↑  “アトピー性皮膚炎治療剤「モイゼルト®軟膏」の製造販売承認取得について｜ニュースリリース｜大塚製薬”. 大塚製薬株式会社　Otsuka Pharmaceutical. 2021年11月21日閲覧。
2. 1 2  “モイゼルト軟膏0.3%／モイゼルト軟膏1%”. www.info.pmda.go.jp. 2021年11月21日閲覧。
3. ↑  Saeki, H.; Baba, N.; Ito, K.; Yokota, D.; Tsubouchi, H. (2021-11). “Difamilast, a selective phosphodiesterase 4 inhibitor, ointment in paediatric patients with atopic dermatitis: a phase III randomized double‐blind, vehicle‐controlled trial” (英語). British Journal of Dermatology:  bjd.20655. doi:10.1111/bjd.20655. ISSN 0007-0963.
4. ↑  Saeki, Hidehisa; Ito, Kensuke; Yokota, Daisuke; Tsubouchi, Hidetsugu (2021-10). “Difamilast ointment in adult patients with atopic dermatitis: A phase 3 randomized, double-blind, vehicle-controlled trial” (英語). Journal of the American Academy of Dermatology:  S0190962221026827. doi:10.1016/j.jaad.2021.10.027.